# The Making of an American
The Making of an American is een Amerikaanse kortfilm uit 1920. De film was bedoeld om immigranten Engels te leren. De film werd in 2005 opgenomen in het National Film Registry.